# Dicranomyia perkinsiana
Dicranomyia perkinsiana là một loài ruồi trong họ Limoniidae. Chúng phân bố ở miền Australasia.